# Forschungsinstitut für Nutztierbiologie
Das Forschungsinstitut für Nutztierbiologie (FBN) in Dummerstorf in der Nähe von Rostock im Land Mecklenburg-Vorpommern (vormals Forschungsinstitut für die Biologie landwirtschaftlicher Nutztiere) ist ein Institut, das sich der anwendungsorientierten Grundlagenforschung auf dem Gebiet der Biologie landwirtschaftlicher Nutztiere widmet. Die Nutztierhaltung ist ein zentrales Element der Bioökonomie, der landwirtschaftlichen Produktion und für die Gestaltung ländlicher Räume, aber auch wichtiger Bestandteil von Ressourcenkreisläufen.
Zu den Forschungsfeldern zählen dabei insbesondere die Ressourceneffizienz und -schonung unter Berücksichtigung lokaler und globaler Umwelt- und Klimawirkungen, Tierwohl und Tiergesundheit sowie die Sicherheit der aus ihnen gewonnenen Lebensmittel
Die insgesamt 300 Mitarbeiterinnen und Mitarbeiter arbeiten dabei gemeinsam in drei interdisziplinären Programmbereichen: Biodiversität und Adaption, Tierwohl und Tiergesundheit und Ressourcennutzung und Umweltinteraktion. Das FBN gliedert sich in die Forschungsbereiche „Genetik und Biometrie“, „Molekularbiologie“, „Fortpflanzungsbiologie“, „Verhaltensphysiologie“, „Muskelbiologie und Wachstum“ und „Ernährungsphysiologie“. Gegründet wurde das Institut am 29. Januar 1993 als gemeinnützige Stiftung des öffentlichen Rechts. Das Forschungsinstitut für Nutztierbiologie war bis Ende 2020 Teil der Leibniz-Gemeinschaft. Das Institut strebt bis Ende 2026 die Wiederaufnahme in die Leibniz-Gemeinschaft an.

## Vorläufer
Das Institut steht in der historischen Tradition des 1939 in Dummerstorf und Rostock entstandenen Kaiser-Wilhelm-Instituts für Tierzuchtforschung. Auf Initiative des damaligen Präsidenten Gustav Frölich wurde das Gut Dummerstorf mit einer Fläche von rund 1.000 Hektar erworben und nahm 1939 seine Tätigkeit auf. Der Verwaltungsleiter Julius Ost erwarb höchst günstig für das Institut als Wohnstätte des Leiters das „arisierte“ Gebäude Schillerplatz 10 in Rostock, das dem emigrierten Max Samuel enteignet worden war. Nach dem Zweiten Weltkrieg nahm das Institut 1946 den Betrieb wieder auf. Zum 1. Januar 1952 wurde das „Institut für Tierzuchtforschung Dummerstorf“ der Akademie der Landwirtschaftswissenschaften der DDR angegliedert. Auf Beschluss des Landwirtschaftsministeriums der DDR wurde das Institut zum 1. Januar 1970 mit dem Oskar-Kellner-Institut in Rostock und dem Institut für Tierzucht und Tierhaltung Clausberg zum „Forschungszentrum für Tierproduktion Dummerstorf-Rostock“ zusammengeschlossen. Das Forschungszentrum unterhielt die Forschungsbereiche Züchtungsforschung, Tierernährung, Fortpflanzung, Technologie der Schweineproduktion sowie Tierphysiologie und Tierhygiene. Darüber hinaus standen in umliegenden LPGs Tierbestände zu Forschungszwecken zur Verfügung, u. a. in Pankelow. Bei seiner Auflösung gemäß Artikel 38 des Einigungsvertrags zum 31. Dezember 1990 waren rund 1.300 Mitarbeiter in der Einrichtung beschäftigt. Nach einer Evaluierung durch den Wissenschaftsrat im Jahr 1991 wurde Dummerstorf am 1. Januar 1992 zum Standort des Instituts für Tierzucht als Teilbereich der Landesanstalt für Landwirtschaft und Fischerei des Landes Mecklenburg-Vorpommern. 1993 erfolgte die Überleitung in die Leibniz-Gemeinschaft, erster Leiter war von 1993 bis 1998 Peter Kauffold.

## Trivia
1984 entwickelte das Institut den BASIC-Dialekt HC-BASIC.